# Физички факултет Универзитета у Београду
Физички факултет Универзитета у Београду је високошколска научна установа коју чине Институт за физику и Институт за метеорологију. Налази се у склопу Универзитета у Београду на Старом граду.
Као самостална институција Физички факултет је основан 1990. године, док се почетак високошколске наставе и научног рада у области физике и метеорологије везује за формирање Универзитета у Београду.
Физички факултет Универзитета у Београду је већ пар година једна од најуспешнијих истраживачких институција у Србији, по броју објављених радова и њиховим импакт факторима.
Дан факултета се обележава 10. октобра, у спомен на дан када је 10. октобра 1839. године Константин Бранковић званично постављен на привременог професора физике и од када се рачуна да се физика предаје у Лицеју у Србији.

## Студијски програми
Факултет нуди четири програма за основне и постдипломске мастер студије:
- Општа физика (A смер)
- Теоријска и експериментална физика (Б смер)
- Примењена физика и информатика  (Ц смер)
- Метеорологија (M смер)

Докторске студије физике и метеорологије се организују у сарадњи са Институтом за Физику и Институтом за нуклеарне науке „Винча“.

## Одвијање наставе
Настава и научно-истраживачки рад на Физичком факултету одвија се на 12 катедри:
- 10 катедри у оквиру Института за физику
- 2 катедре у оквиру Института за метеорологију

Експериментална настава се одвија у 38 лабораторија:
- 33 лабораторије Института за физику
- 5 лабораторија Института за метеорологију

Студентима су на располагању 3 библиотеке, а доступна је рачунарска читаоница са приступом Интернету.
Рад Физичког факултета одвија се на три локације:
- у згради у Цара Душана 13 се налази Студентска служба Факултета и одвија се настава за студенте 1. и 2. године основних студија
- у згради на Студентском тргу 12 налази се Деканат и одвија се настава за студенте 3. и 4. године основних студија
- у згради у Добрачиној 16 налази се Институт за метеорологију

## Историјат

### Настанак студија физике и метеорологије у Србији
Прва високошколска установа у Кнежевини Србији био је Лицеј, основан 1838. године у Крагујевцу, тадашњој престоници Кнежевине. Пресељењем престонице у Београд, 1840. године, и Лицеј се премешта у Београд.
Велика школа у коју је Лицеј прерастао 1863. године састојала се од три факултета. На једном од њих, Филозофском факултету, између осталих предмета, одвијала се и настава из физике. Десет година касније, 1873. године, на Филозофском факултету формирана су два одсека, где се физика сврстала у Природноматематички одсек. Школске 1890/91. године, у прегледу наставног плана за Природноматематички одсек, метеорологија је наведена као посебан предмет, а забележено је постојање физичког кабинета и астрономске и метеоролошке опсерваторије.
Године 1896. Филозофски факултет је подељен на четири одсека, где су математика, физика, астрономија и метеорологија обухваћене на Математичко-физичком одсеку. 1900. године прецизира се постојање Семинара за математику, механику и теоријску физику, Физичког завода и Метеоролошке и астрономске опсерваторије.
Након доношења Закона о Универзитету 1905. године, промене су довеле до реорганизације Филозофског факултета да би се 1911. године студије Физике издвојиле од студија осталих природних наука.

### Физика и метеорологија у Србији између два светска рата
Почетак Првог светског рата означио је прекид рада Универзитета у Београду, а самим тим и Филозофског факултета. У периоду између 1925. и 1927. године, у оквиру факултета оформљене су нове студијске групе, направљена је нова подела факултета на два одсека, где је Група за Физику, заједно са новоформираним групама, била у саставу Природноматематичког одсека.

### Формирање Природно-математичког факултета
Други светски рат довео је до новог прекида универзитетске наставе, да би се настава поново почела реализовати од 1945. године, а Филозофски факултет је 1947. године подељен на Филозофски и Природно-математички факултет.
Статутом Природно-математичког факултета из 1968. године прецизирано је постојање Физичког института и Метеоролошког завода, где се помињу и Катедра за Физику и Катедра за Метеорологију. Поменутим Статутом утврђено је и увођење тростепене наставе на Факултету.
Од 1986. до 1987. године, укидањем Више педагошке школе у Београду, одговарајуће делатности у области природних наука и математике преузели су истородни делови Природно-математичког факултета и тиме су се проширили видови студија за будуће наставнике.
Поделом Природно-математичког факултета на 6 факултета 1990. године, основан је Физички факултет Универзитета у Београду.